# Ањец
Ањец (фр. Agnetz) насеље је и општина у североисточној Француској у региону Пикардија, у департману Оаза која припада префектури Клермон.
По подацима из 2011. године у општини је живело 2965 становника, а густина насељености је износила 229,13 становника/km². Општина се простире на површини од 12,94 km². Налази се на средњој надморској висини од 61 метар (максималној 163 m, а минималној 52 m).

## Демографија
| 1962. | 1968. | 1975. | 1982. | 1990. | 1999. | 2011. |
| ----- | ----- | ----- | ----- | ----- | ----- | ----- |
| 1.086 | 1.118 | 1.373 | 1.801 | 2.134 | 2.637 | 2.965 |

График промене броја становника у току последњих година